# منطقه ۶۶ (قطر)
منطقه ۶۶ یک منطقهٔ مسکونی در قطر است که در دوحه (شهرداری) واقع شده‌است. منطقه ۶۶ ۲۶٫۱ کیلومتر مربع مساحت و ۲۲٬۰۲۴ نفر جمعیت دارد.